# Assedio di Ancona (1860)
L'assedio di Ancona del 1860 fu un episodio militare legato alla Campagna piemontese in Italia centrale che ebbe luogo tra il 24 e il 29 settembre 1860. Centro nevralgico per la difesa dello Stato pontificio, Ancona costituì il luogo dell'ultima difesa delle truppe del generale de Lamoricière sconfitte nella battaglia di Castelfidardo.
Bloccata via mare dalla flotta piemontese comandata dall'ammiraglio Persano sin dal 20 settembre, la città (e in particolar modo la Cittadella e le altre strutture militari) fu sin dai primi giorni obiettivo dell'artiglieria sabauda; contemporaneamente veniva avviato l'accerchiamento da parte delle truppe di terra.
 
Il 24 settembre Ancona era completamente circondata dalle armate del generale Fanti. Dopo alcuni giorni di scaramucce, il 28 settembre le truppe piemontesi attaccano via terra e via mare, sottoponendo il Forte della Lanterna a un pesante bombardamento.
L'assedio si concluse il 29 settembre con la firma della resa senza condizioni da parte della guarnigione. La presa di Ancona da parte delle forze sarde portò all'unificazione delle Marche e dell'Umbria, fatto che a sua volta permise di collegare le regioni del Nord entrate nel Regno in seguito alla Seconda guerra d'indipendenza con quelle del Sud appena conquistate da Garibaldi con l'Impresa dei Mille. L'anno successivo, 1861, fu così possibile la proclamazione del Regno d'Italia.

## L’arrivo del generale De Lamoricière ad Ancona
Dopo la sconfitta nella Battaglia di Castelfidardo il generale De Lamoricière si diresse verso la costa con circa 50 cavalleggeri assieme ad alcune centinaia di pontifici di lingua tedesca, che però vennero bloccati dai soldati piemontesi, i quali si affrettarono attraverso la località il Concio, a tagliare loro la strada a Umana, nome allora utilizzato per indicare la città di Numana.

Il De La Moricière riuscì comunque arrivare ad Ancona dalla cosiddetta “piana degli orti”, attuale Viale della Vittoria verso le 5 e le 6 di sera, si ritiene che i circa 50 cavalleggeri del generale francese abbiano salito i sentieri del Monte Conero fino al convento dei Camaldolesi e dopo una breve sosta proseguì per Ancona sfruttando i sentieri costieri meno battuti, mentre secondo alcune fonti avrebbero utilizzato anche il passaggio protetto offerto dalle Grotte Romane, oggi non più interamente percorribile a causa di cedimenti. 

Al suo arrivo ad Ancona gli entusiasmi subito si placarono alla notizia della sconfitta sul campo tra Loreto e Castelfidardo.

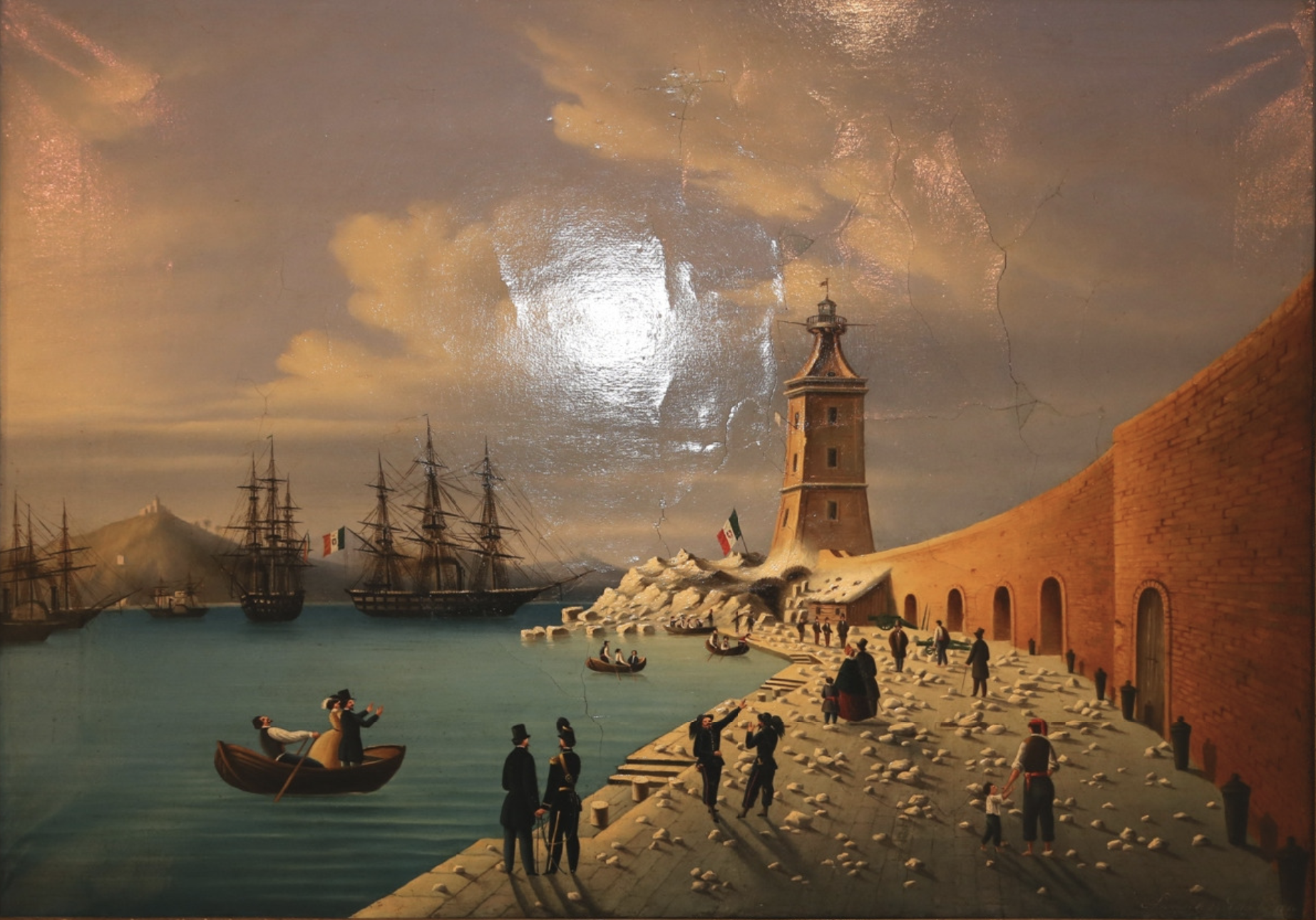
Il Forte della Lanterna dopo lo scoppio della polveriera, episodio che decise le sorti dell'assedio

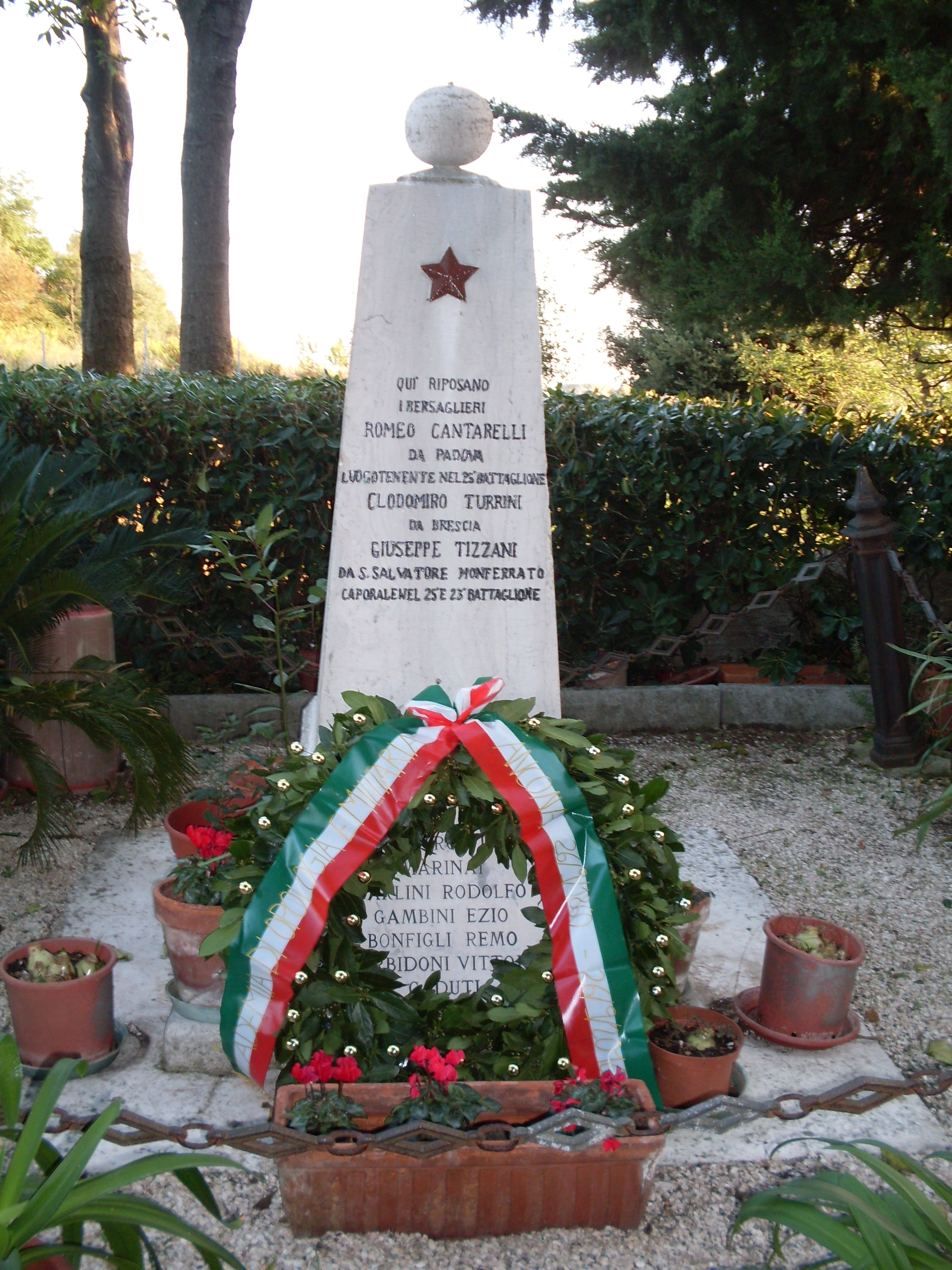
Ancona, Pietralacroce, monumento ai caduti del 1860

## I combattimenti durante l’assedio
Il sedici settembre una nave si affacciò all’imboccatura del porto, si trattava della pirofregata piemontese Costituzione, in ricognizione con l’intento di fare rilevazioni sulla presenza di navi nel porto di Ancona, il 18 settembre iniziò con uno scambio di artiglierie tra i forti pontifici e le navi del Persano, lo stesso giorno lo sconfitto generale De La Moricière entrava ad Ancona verso le 17,45.

Il giorno 24 settembre le forze piemontesi presero possesso della Lunetta Scrima, il 26 e 27 settembre, dopo alcuni scontri vennero occupate le importanti alture di Monte Pulito e del Monte Pelago, qui nei pressi di Pietralacroce, vicino a Forte Altavilla, tra i cipressi si trova un piccolo monumento dedicato ad alcuni soldati piemontesi caduti in quella circostanza. 

Le forze piemontesi avanzarono verso Borgo Pio, oggi zona Archi, da questa posizione cannoneggiarono Porta Pia (Ancona), nel tentativo di sfondare il pesante portone, il XVI° Battaglione bersaglieri, a mezzo di barconi, con un colpo di mano prese possesso del Lazzaretto, che essendo caduto in mano piemontese veniva cannoneggiato da tutte le altre postazioni pontificie, in quanto occupato dal nemico.

Da parte di mare le navi dell’ammiraglio Persano cannoneggiavano particolarmente il Forte della Lanterna, tentando con barche di incursori di spezzare la catena di sbarramento tesa all’imboccatura del porto. 

Il 28 settembre le forze piemontesi, dopo un bombardamento di mezzora, lanciarono un forte attacco contro Porta Farina e Porta Calamo, l'attacco venne però respinto. L’episodio decisivo fu determinato dal bombardamento navale, che provocò lo scoppio della polveriera del Forte della Lanterna, causando la morte di circa 125 artiglieri asburgici, mentre il loro comandante Westminsthal sarebbe caduto in precedenza. 

Con la perdita dei forti di mare del Lazzaretto e della Lanterna, la città poté essere occupata. Anche se i forti di terra potevano ancora resistere, il generale De Lamoricière diede l’ordine di resa perché aveva compreso che non sarebbero arrivati gli aiuti militari sui quali i pontifici confidavano.

La resa definitiva venne firmata il 29 settembre 1860 a Villa Favorita.

### L’attentato al De Lamoricière
Durante l’assedio, mentre il De Lamoricière esaminava le batterie della fortezza in vicinanza dei parapetti, gli venne sparato contro un colpo di moschetto, che lo mancò, dell’attentato fu accusato un soldato pontificio locale, che secondo la versione originale, scritta in francese, sarebbe stato “moschettato” poche ore dopo, mentre nella nota della traduzione italiana si afferma che il soldato pontificio locale accusato fu poi stato scagionato per i suoi precedenti e dalla testimonianza del generale Kanzler.

## I forti e le difese di Ancona nel 1860
All’epoca dell’assedio del 1860 Ancona era considerata una importante piazzaforte adriatica ed era difesa nella zona marittima dal Forte della Lanterna (attualmente sede della Guardia Costiera e dei Vigili del Fuoco), dalle batterie lungo le mura del porto ed alcune su pontoni, dal Forte del Lazzaretto e dalle batterie sul colle dei Cappuccini e Cardeto.

Da parte di terra la difesa era assicurata dal Forte della Cittadella di Ancona e dal vicino Campo Trincerato (attualmente Parco della Cittadella), dalla Lunetta Santo Stefano, dal Forte Cardeto e dal Baluardo del Cassero o di S. Paolo.

L’ingresso al porto era stato sbarrato in parte con pali conficcati sul fondo ed in parte mediante una grossa catena tesa tra i capi dei due moli, a difesa c’erano anche due pontoni galleggianti con due cannoni ciascuno, secondo la nota della fonte citata sarebbero state presenti anche 4 “palandre” (grosse imbarcazioni a vela) ancorate ed armate ciascuna con un cannone. 

Complessivamente la piazzaforte di Ancona poteva disporre di 129 cannoni, mortai ed altre bocche da fuoco di vario calibro, i proiettili più grandi erano da 36 libbre, alle quali si aggiunsero alcune altre batterie pervenute successivamente alla battaglia di Castelfidardo e dalle altre truppe pontificie che riuscirono a raggiungere Ancona da altre località.
| Batterie e cannoni della piazzaforte di Ancona nel 1860 |          |                              |          |
| Fronte                                                  | n° pezzi | Fronte                       | n° pezzi |
| Cittadella                                              | 25       | Porta Pia batteria superiore | 2        |
| Campo Trincerato                                        | 29       | Porta Pia batteria inferiore | 4        |
| Cappuccini                                              | 10       | Ripa batteria superiore      | 1        |
| Monte Marano                                            | 5        | Ripa batteria inferiore      | 2        |
| Batteria Sanità                                         | 3        | Lazzaretto                   | 3        |
| Batteria del Molo                                       | 4        | Corte di S. Domenico         | 4        |
| Batteria Lanterna superiore                             | 4        | Monte Gardetto (Cardeto)     | 10       |
| Batteria Lanterna inferiore                             | 8        | Lunetta Santo Stefano        | 5        |
| S. Agostino                                             | 2        | Batteria Montata             | 6        |
| Riserva alla Cittadella                                 | 2        |                              |          |
|                                                         |          | Tot. Difesa a Mare           | 54       |
|                                                         |          | Tot. Difesa da terra         | 75       |
|                                                         |          | Totale cannoni               | 129      |

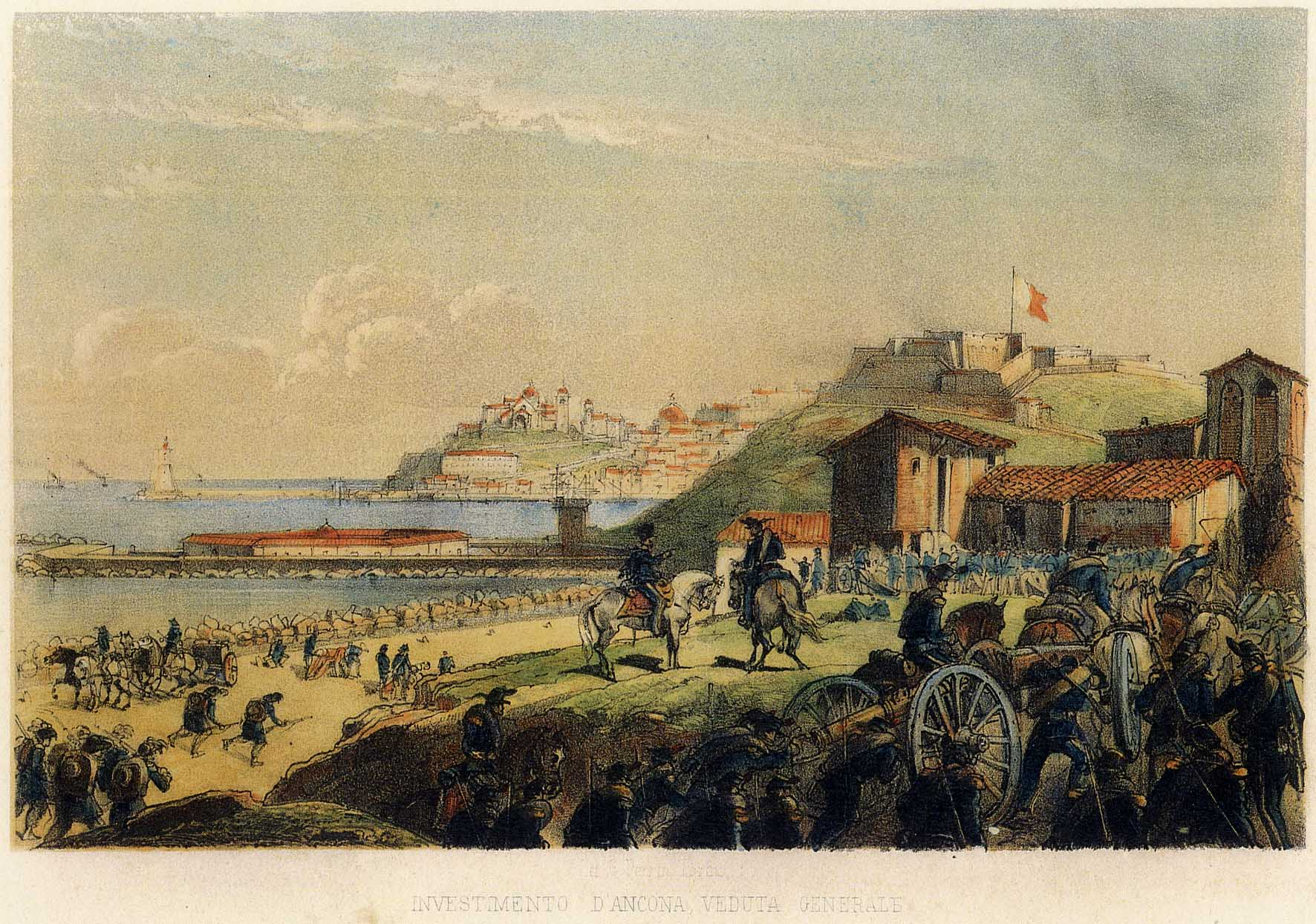
Investimento d'Ancona - veduta generale

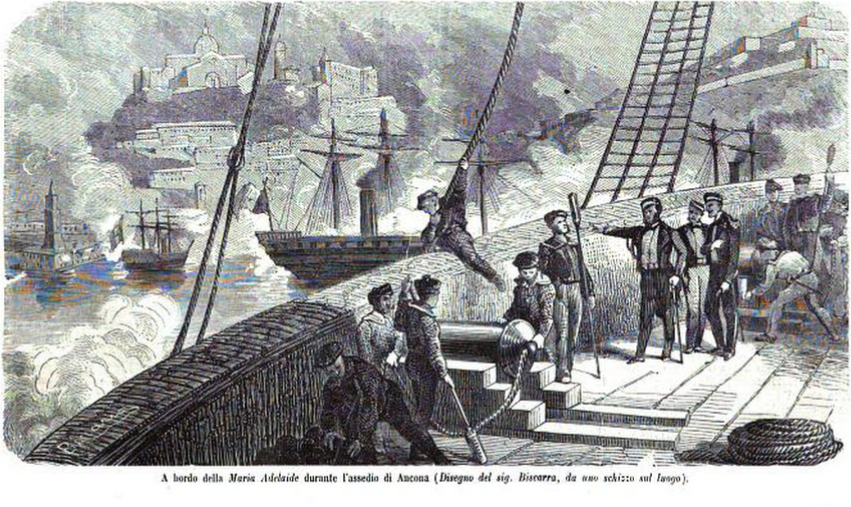
La nave Maria Adelaide con a bordo il Persano

Nella tabella non risultano inclusi gli altri pezzi di artiglieria pervenuti successivamente al ritiro dei soldati pontifici, quantificabili in oltre 10 pezzi.

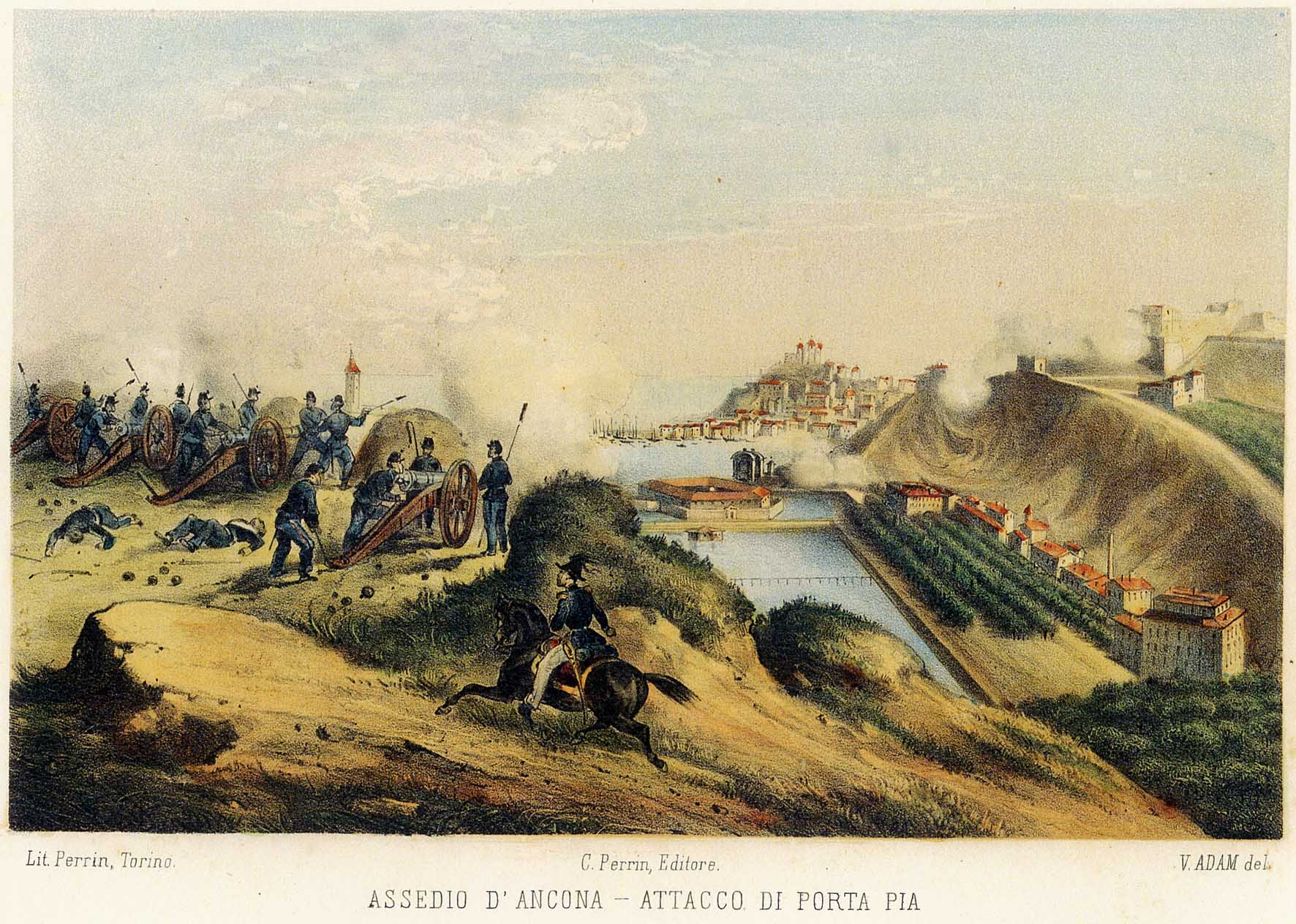
Attacco a Porta Pia

## Le lesioni degli eventi bellici ottocenteschi
In diversi forti e monumenti si possono ancora vedere alcuni segni relativi agli eventi bellici ottocenteschi, anche se non è sempre possibile datare con esattezza l’esatto periodo a cui si riferiscono, 1860, 1849 o periodo francese, si tratta di lesioni che dato il tempo trascorso assumono un carattere storico-monumentale.
Lazzaretto di Ancona: nelle mura in pietra bianca comprese tra il ponte ed il rivellino sono presenti numerosi lesioni circolari lasciate da cannonate a palla, anche sul tratto di mura in mattoni sul lato con ingresso dal mare, di fronte al mercato del pesce sono presenti e ben visibili numerose lesioni causate da proiettili ottocenteschi. In altri tratti di mura del pentagono è possibile vedere un minore numero di lesioni di calibro medio-piccolo, come a sinistra dell'ingresso principale di fronte a Porta Pia (Ancona).
Una volta occupato con un colpo di mano, a mezzo di barconi, dal XVI° battaglione bersaglieri, il Lazzaretto è stato bersagliato da tutti i cannoni delle altre fortificazioni pontificie, è quindi possibile che alcune delle lesioni siano stati inflitte anche da cannoni pontifici, particolarmente dalle direzioni delle fortificazioni cittadine dove non si trovavano postazioni di attaccanti.
Campo Trincerato (oggi accoglie il Parco della Cittadella): nella parte esterna delle mura, numeri civici tra 5 e 7 di via Circonvallazione e a destra dell’ingresso al parco sono molto evidenti numerosi segni lasciati da proiettili, anche presumibilmente di tipo conico o a bottiglia, che hanno lasciato in diversi casi un residuo metallico al centro.
Porta Pia: nella facciata lato Lazzaretto sono evidenti molte lesioni riparate con colore più scuro ed altre non riparate lasciate da cannonate a palla di piccolo calibro, oltre a segni di fucileria. Le lesioni sono presenti in misura minore anche nella facciata lato Duomo in basso e sul bordo superiore della colonnina bianca paracarro lato mare ed anche sul lato silos nella pietra bianca a circa 10 metri di altezza è visibile una lesione circolare con al centro una parte scura, presumibilmente la punta metallica dei proiettili conici.
Arco di Traiano: sopra l’arco, lato lanterna rossa, a sinistra del busto in pietra è ben visibile una lesione circolare attribuibile ad una cannonata a palla ed altre due , un’altra a sinistra dell’arco ed un’altra a destra, oltre ad altre piccole lesioni, forse dovute a schegge di altri eventi bellici.
Duomo di Ancona: in alto sul lato cantiere sono ben evidenti tre grosse lesioni ed altre minori provocate da schegge da bombardamento, che potrebbero essere dovute ad eventi relativi alla seconda guerra mondiale, solo l'esame attento dei residui metallici ancora visibili può accertarne l'origine.

## Le forze in campo
La piazzaforte di Ancona era difesa da 6 000 soldati e 348 ufficiali, in base al numero di prigionieri dopo la resa, mentre secondo i dati pontifici la piazzaforte di Ancona sarebbe stata difesa da 4 100 uomini complessivamente. Il maggior numero registrato dai dati piemontesi potrebbe essere dovuto anche all'arrivo di altri distaccamenti pontifici, che avevano abbandonato postazioni non difendibili per concentrarsi in una posizione ben fortificata, dove in teoria avrebbero potuto resistere a lungo. Le forze piemontesi di terra disponevano di 16 499 soldati, oltre alle navi della marina sarda comandata dall'ammiraglio Persano con le navi: Pirofregata Maria Adelaide (nave ammiraglia), Pirofregata Vittorio Emanuele, Pirofregata Carlo Alberto, Corvetta a Ruote Costituzione, Corvetta a Ruote Governolo, Avviso a ruote Mozambano, fregata San Michele, Azzardoso e i piroscafi Tanaro e Conte di Cavour. 

Le fregate erano dotate di cannoni alla Paixhans per proiettili da 80 libbre, oltre a cannoni a canna rigata che potevano lanciare proiettili cavi da 138 libbre, mentre il resto della altre navi aveva cannoni rigati per proiettili da 4 libbre.

## Vittorio Emanuele II fa il suo ingresso in città

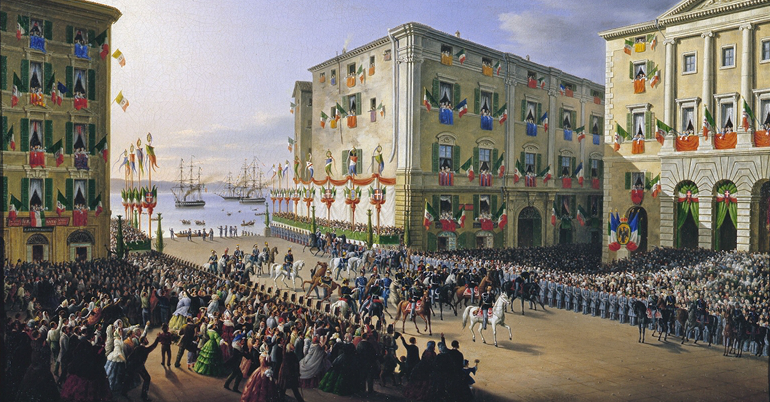
Vittorio Emanuele II a Piazza del Teatro il 3 ottobre del 1860

Il 3 ottobre 1860 sbarca ad Ancona dalla nave Governolo il re Vittorio Emanuele II, accolto dalle salve delle batterie delle navi e di terra e dalla popolazione festante; si diresse poi, con il cavallo donato dalla popolazione, a Piazza Grande (odierna Piazza del Plebiscito o del Papa), dove si affacciò dal balcone della torre Civica per rivolgere un discorso alla folla.
Con il re era presente il Regio Commissario Generale Straordinario Lorenzo Valerio, che fu Commissario generale straordinario nelle province delle Marche (settembre 1860 - gennaio 1861) autore del Regio decreto di annessione delle Marche al Regno d'Italia, 17 dicembre 1860. Lo stesso Lorenzo Valerio il 28 settembre 1860 aveva annullato le condanne emesse dai tribunali pontifici nei confronti di Michele Fazioli, Andrea Fazioli ed altri patrioti anconetani. Iniziava per Ancona e per l’Italia un nuovo capitolo di storia.
Dopo aver sostato alcuni giorni nella Villa Colonnelli di Posatora, il re partì alla volta di Teano, dove si incontrò con Garibaldi.

## Le vittime dell’assedio
Secondo alcune fonti i caduti sarebbero 400 militari pontifici, 180 militari piemontesi e 4 vittime civili, secondo altre fonti le vittime sarebbero maggiori, in particolare quelle piemontesi.